# Лобода, Андрей Автономович
Андрей Автономович Лобода (28 августа 1916 — 11 октября 1965) — разведчик взвода конной разведки 78-го гвардейского стрелкового полка (25-я гвардейская стрелковая дивизия, 53-я армия, 2-й Украинский фронт), гвардии сержант — на момент представления к награждению орденом Славы 1-й степени. Один из полных кавалеров ордена Славы, награждённых в годы войны четырьмя орденами Славы.

## Биография
Родился 28 августа 1916 года в селе Новоромановское ныне Арзгирского района Ставропольского края.
В Красной Армии с 1937 по 1940 и с 1941 года. Участник советско-финляндской войны 1939—1940 годов. В боях Великой Отечественной войны с июня 1941 года. Воевал на Брянском, Воронежском, Юго-Западном, 2-м Украинском фронтах. Участвовал в оборонительных боях под Воронежем и Харьковом, освобождении Украины, Румынии, Венгрии, Чехословакии.
9 августа 1944 года, находясь в составе группы в районе городов Бырлад, Васлуй Румыния, первым обнаружил противника. В завязавшемся бою огнём из автомата уничтожил шесть и вместе с бойцами взял в плен девять пехотинцев.
Приказом по 2-му Украинскому фронту № 203/н от 8 октября 1944 года за мужество, проявленное в боях с врагом, гвардии ефрейтор Лобода награждён орденом Славы 3-й степени.
1-5 декабря 1944 года при подготовке прорыва обороны противника близ населённых пунктов Дэмант, Феньехараст, Вершаг восточнее города Будапешт гвардии ефрейтор Лобода 7-я гвардейская армия неоднократно ходил во вражеский тыл и приносил ценные сведения о силах, средствах и оборонительных сооружениях врага.
Приказом по 7-й гвардейской армии № 42/н от 13 февраля 1945 года гвардии ефрейтор Лобода награждён орденом Славы 2-й степени. 
В одном из боев в ходе той же Будапештской операции вновь отличился.
17 февраля 1945 года был награждён орденом Славы 3-й степени повторно (наградных документов, сведений об обстоятельствах боях и приказа награждения, на сайте «Подвиг народа» найти пока не удалось, хотя орден был вручён).
В бою 4 апреля 1945 года в районе города Братислава Чехословакия сержант Лобода возвращаясь с задания в тылу врага, вступил в единоборство с вражеской группой, уничтожил двух противников, а одного взял в плен.
Указом Президиума Верховного Совета СССР от 15 мая 1946 года за мужество, отвагу и героизм гвардии сержант Лобода Андрей Автономович награждён орденом Славы 1-й степени.
Жил в городе Будённовск. Скончался 11 октября 1965 года.

## Награды
- Орден Славы 1-й степени (15.05.1946 № 1346)
- Орден Славы 2-й степени (13.02.1945 № 8915)
- Два ордена Славы 3-й степени (08.10.1944 № 141191 и 17.02.1945 № ?)
- Орден Красной Звезды (10.02.1944)
- Медаль «За боевые заслуги» (25.05.1943)
- Другие медали